# Brent (champs de pétrole)
Pour les articles homonymes, voir Brent.
Brent est le nom d'un gisement pétrolier découvert en 1971 en mer du Nord au large d'Aberdeen (Écosse), dont l'exploitation a commencé en 1976. Le terme « brent » caractérise aujourd'hui un pétrole assez léger, issu d'un mélange de la production de 19 champs de pétrole situés en mer du Nord. Brent est un acronyme pour Broom (nom de la formation d'Oseberg du côté britannique de la mer du Nord), Rannoch, Etive, Ness et Tarbert, principales formations géologiques pétrolifères en mer du Nord.
Malgré une production limitée, le brent (avec le Forties, l'Oseberg et l'Ekofisk) sert de brut de référence au niveau mondial. Son prix détermine celui de 60 % des pétroles extraits dans le monde.
Les deux autres références concernant le cours du pétrole sont le West Texas Intermediate et le Dubaï Light.